# Dussumieria
Dussumieria (Valenciennes, 1847) è un genere di pesci ossei marini appartenenti alla famiglia Dussumieriidae.

## Distribuzione e habitat
Il genere è endemico dell'Indo-Pacifico tropicale, la specie D. elopsoides è presente nel mar Mediterraneo orientale in cui è penetrata dal mar Rosso in seguito alla migrazione lessepsiana<.
Sono pesci pelagici costieri le cui abitudini non si discostano molto da quelle dei clupeidi.

## Pesca
Alcune specie hanno una notevole importanza per la pesca commerciale.

## Tassonomia
Il genere comprende 7 specie:
- Dussumieria acuta
- Dussumieria albulina
- Dussumieria elopsoides
- Dussumieria hasseltii
- Dussumieria modakandai
- Dussumieria productissima
- Dussumieria torpedo